# Donald B. Partridge
Donald Barrows Partridge (* 7. Juni 1891 in Norway, Oxford County, Maine; † 5. Juni 1946 in Portland, Maine) war ein US-amerikanischer Politiker. Zwischen 1931 und 1933 vertrat er den Bundesstaat Maine im US-Repräsentantenhaus.

## Werdegang
Donald Partridge besuchte die öffentlichen Schulen seiner Heimat und danach bis 1914 das Bates College in Lewiston. Zwischen 1914 und 1917 unterrichtete er selbst als Lehrer an der High School in Canton. Danach war er von 1919 bis 1931 neben seinen unten aufgeführten anderen Tätigkeiten auch Verwaltungsangestellter beim Obersten Gericht im Oxford County. Nach einem gleichzeitigen Jurastudium und seiner im Jahr 1924 erfolgten Zulassung als Rechtsanwalt begann er in Norway in seinem neuen Beruf zu praktizieren. Zwischen 1924 und 1931 war Partridge auch Ratsschreiber in Norway.
Politisch war Partridge Mitglied der Republikanischen Partei. Sechs Jahre lang führte er im Oxford County deren Vorsitz. 1930 wurde er dann im zweiten Wahlbezirk von Maine in das US-Repräsentantenhaus in Washington, D.C. gewählt, wo er am 4. März 1931 die Nachfolge von Wallace H. White antrat. Da er im Jahr 1932 von seiner Partei nicht mehr für eine weitere Amtszeit nominiert wurde, konnte Partridge bis zum 3. März 1933 nur eine Legislaturperiode im Kongress absolvieren. Diese war von den Folgen der Weltwirtschaftskrise überschattet. In dieser Zeit wurde auch der 20. Verfassungszusatz verabschiedet, der den Beginn und das Ende der Amtszeiten des Kongresses und des Präsidenten neu festlegte.
Nach dem Ende seiner Zeit im US-Repräsentantenhaus arbeitete Donald Partridge wieder als Rechtsanwalt. Außerdem wurde er Mitglied der Maine Industrial Accident Commission, einer Kommission, die sich auf staatlicher Ebene mit Industrieunfällen befasste. Er starb am 5. Juni 1946 während einer Geschäftsreise in Portland und wurde in seinem Geburtsort Norway beigesetzt.